# USS John P. Murtha
L’ USS John P. Murtha (LPD-26) est un Landing Ship Dock de classe San Antonio de l’United States Navy, le 10e navire de la classe. Il est nommé en l’honneur du membre du Congrès John Murtha (1932-2010) de Pennsylvanie. Le John P. Murtha est basé à la base navale de San Diego,.

## Histoire
Le 9 avril 2010, le secrétaire à la Marine Ray Mabus a annoncé que le 10e Landing Ship Dock de classe San Antonio de la Marine serait nommé John P. Murtha (LPD-26). Ancien officier du Corps des Marines des États-Unis, John P. Murtha a été le premier vétéran de la guerre du Vietnam élu à la Chambre des représentants des États-Unis, en 1974. Murtha a été président ou membre minoritaire du sous-comité des crédits de la défense de la Chambre de 1989 à 2010.
La quille du John P. Murtha a été posée le 6 juin 2012 au chantier naval Ingalls de Pascagoula, Mississippi. Le navire a été lancé le 30 octobre 2014, et baptisé cinq mois plus tard, le 21 mars 2015. Livré à la Marine le 13 mai 2016, il est mis en service actif le 11 août 2016 et mis en service le 8 octobre 2016.

## Controverse sur les noms
La décision de s’écarter de la convention de dénomination de la classe, dont les navires précédents avaient tous été nommés d’après des villes ou des lieux, n’a pas été sans controverse. Certains membres du Congrès ont remis en question l’opportunité de nommer un navire militaire en l’honneur de Murtha après son appel au retrait de la guerre en Irak en 2005 et son accusation publique contre les Marines impliqués dans le massacre de Haditha. Des questions similaires ont été soulevées en 2012 lorsque le secrétaire à la Marine Ray Mabus a proposé de nommer l’USS Gabrielle Giffords (LCS-10) d’après l’ancienne membre du Congrès Gabby Giffords.
Dans le cadre de cette controverse, le sénateur Roy Blunt a ajouté un amendement à la loi d’autorisation de la défense nationale de 2012 qui exigeait que la Marine fasse un rapport au Congrès sur l’efficacité avec laquelle elle respectait les conventions de nommage établies,.
Le rapport qui en a résulté, publié en 2015, a démontré une tradition constante de secrétaires navals faisant des « exceptions occasionnelles » aux conventions établies de dénomination des navires, à partir de 1798, lorsque le secrétaire à la Marine Benjamin Stoddert a rompu avec la convention de dénomination en nommant l’une des six premières frégates de la marine américaine USS Chesapeake.